# Cinnyris pulchellus
Cinnyris pulchellus là một loài chim trong họ Nectariniidae.